# NGC 542
NGC 542 è una galassia a spirale situata nella costellazione di Andromeda a una distanza di circa 211 milioni di anni luce dalla nostra Via Lattea.

## Scoperta
NGC 542 è stata scoperta il 16 ottobre 1855 dall'astronomo irlandese R.J. Mitchell.

## Gruppo di NGC 507 e HCG 10

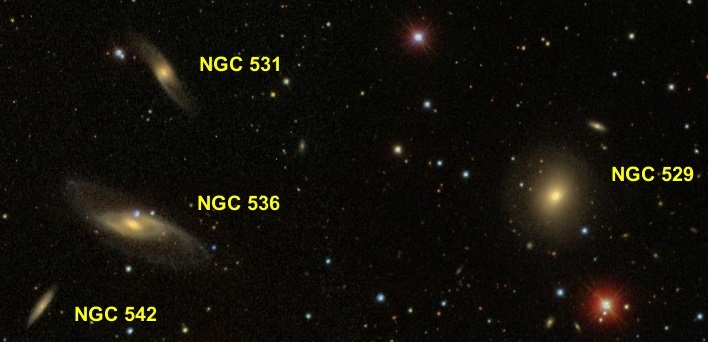
Il gruppo compatto di Hickson HCG 10 nelle immagini SDSS.

Assieme a NGC 529, NGC 531 e NGC 536, NGC 542 fa parte del Hickson Compact Group HCG 10. 
NGC 542 fa anche parte del Gruppo di NGC 507, un vasto raggruppamento che comprende almeno 42 galassie, 21 delle quali figurano nel New General Catalogue (NGC) e 5 nell'Index Catalogue (IC). Quattro membri di questo gruppo sono anche inclusi tra le galassie di Markarian. La  galassia più luminosa del gruppo è NGC 507, mentre la più estesa è NGC 536.